# Tetecala
Tetecala är en kommunhuvudort i Mexiko.   Den ligger i kommunen Tetecala och delstaten Morelos, i den sydöstra delen av landet, 80 km söder om huvudstaden Mexico City. Tetecala ligger 993 meter över havet och antalet invånare är 5 111.
Terrängen runt Tetecala är kuperad åt nordväst, men åt sydost är den platt. Runt Tetecala är det ganska tätbefolkat, med 129 invånare per kvadratkilometer. Närmaste större samhälle är Puente de Ixtla, 15,4 km sydost om Tetecala. I omgivningarna runt Tetecala växer huvudsakligen savannskog.